# 硬毛楼梯草
硬毛楼梯草（学名：Elatostema hirtellum）为荨麻科楼梯草属下的一个种。

## 扩展阅读
- 維基物種上的相關：硬毛楼梯草